# Chemnitz-Zentrum
Das Zentrum ist der zentral gelegene Stadtteil der Stadt Chemnitz, der sich über die gesamte Innenstadt erstreckt. Er wird durch den gleichnamigen Fluss Chemnitz im Westen, durch die August-Bebel-Straße und die Müllerstraße im Norden, die Dresdner Straße und die Bahnhofsstraße im Osten, die Bahnstrecken nach Zwickau und Stollberg sowie durch den Falkeplatz im Süden abgegrenzt.

## Innenstadt
Im Mittelpunkt des Stadtteiles befinden sich einige historische Gebäude wie das Alte und das Neue Rathaus am Markt sowie der Rote Turm (Teil der alten, längst abgebrochenen Stadtmauer). Die Jakobikirche ist der älteste Sakralbau der Stadt, der sich zusammen mit dem Hohen Turm direkt an das Rathaus-Ensemble anschließt. Sie werden durch zahlreiche Kaufhäuser und Einkaufspassagen umsäumt. Zudem muss das Gebiet der Stadthalle mit Stadthallenpark, dem 26-stöckigen „Mercure Kongress Hotel“, welches 1971 als Interhotel eröffnet wurde und das viertgrößte Hotel der damaligen DDR wurde, und das im gleichen Jahr eingeweihte Karl-Marx-Monument, dem Wahrzeichen der Stadt, erwähnt werden. Die Innenstadt ist durch stark frequentierte Straßen, welche zusammen eine Ringstraße bilden, begrenzt.
Im Rahmen des sozialistischen Wiederaufbauprogramms entstanden in den 1960er Jahren in der Innenstadt Wohnungen in Plattenbauweise, sowie viele von sozialistischer Architektur geprägte Gebäude, die zurzeit entkernt und saniert werden. Viele Gebäude, die die Bombardierung von 1945 überstanden hatten, mussten nun für eine neue, für die „Werktätigen“ von „Karl-Marx-Stadt“ angemessene Innenstadt weichen. So zum Beispiel die „St. Pauli“-Kirche, das „Haus des Handwerks“ (mit dem „Café Bienenstock“), die „Reichsbank“, das „Hotel Herrmann“ und „Hotel am Friedrichplatz“ (das ehemalige „Christliche Hospiz Marthaheim“), die Bebauung an der Äußeren Johannisstraße und um die Johanniskirche sowie das südliche Brühl-Viertel. Große Aufmarschplätze für die „Arbeiterklasse“ sollten entstehen – geplant war auch eine Hochstraße, die um die Innenstadt führen sollte.
Der Baustopp Mitte der 1970er Jahre zugunsten des „Wohngebiets Fritz Heckert“ ließ Chemnitz zu einer Innenstadtbrache werden. Einzig der „Rosenhof“ (ein 1963 angelegter Straßenzug zwischen dem ehemaligen Holz- und Roßmarkt), die Innere Klosterstraße und die sog. „Schuhmeile“, fertiggestellt 1986, sowie der in den 1980er Jahren sanierte „Brühl“ luden zum Flanieren ein. Statt einer pulsierenden Innenstadt entstand an der „Stadthalle“, in der Nähe des „Roten Turms“, ein riesiger Parkplatz. Auch die historisch gewachsenen Straßenverläufe verschwanden. Der Verkehrsknotenpunkt wurde vom Johannisplatz (zu DDR-Zeiten „Posthof“) zur 1967 eröffneten „Zentralhaltestelle“ verlegt und der Posthof selbst wurde mit einem kleinen Teich mit Wasserpflanzen sowie Steingartenpflanzen und Pergola mit Kletterpflanzen als grüne Oase angelegt.

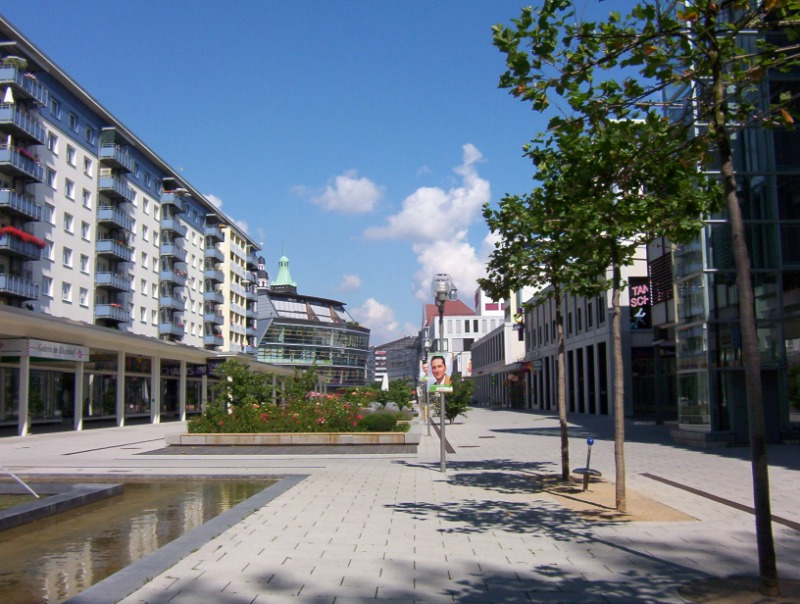
Der zu Beginn des neuen Jahrtausends neu gestaltete „Rosenhof“
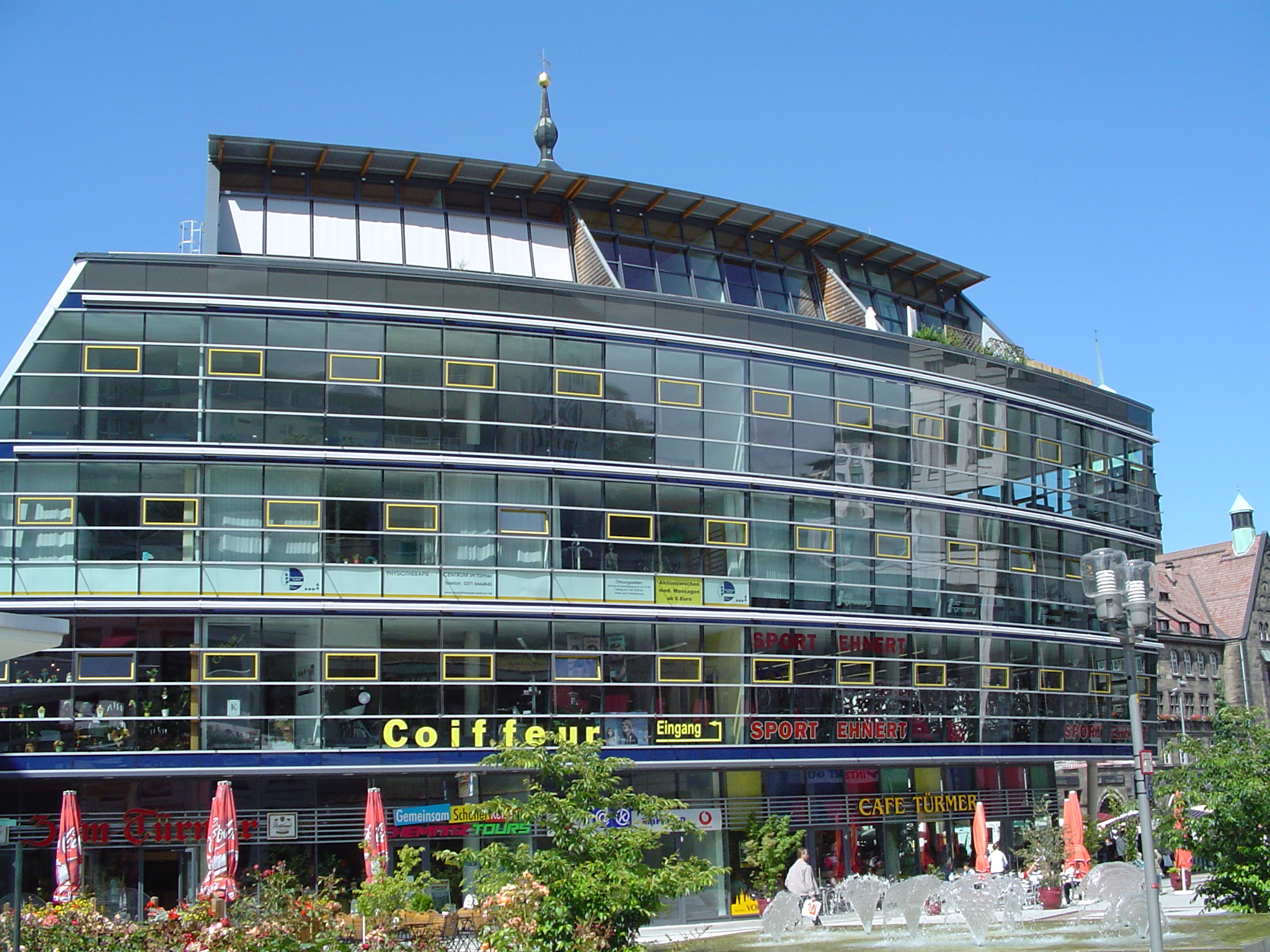
„Türmer“-Geschäftshaus
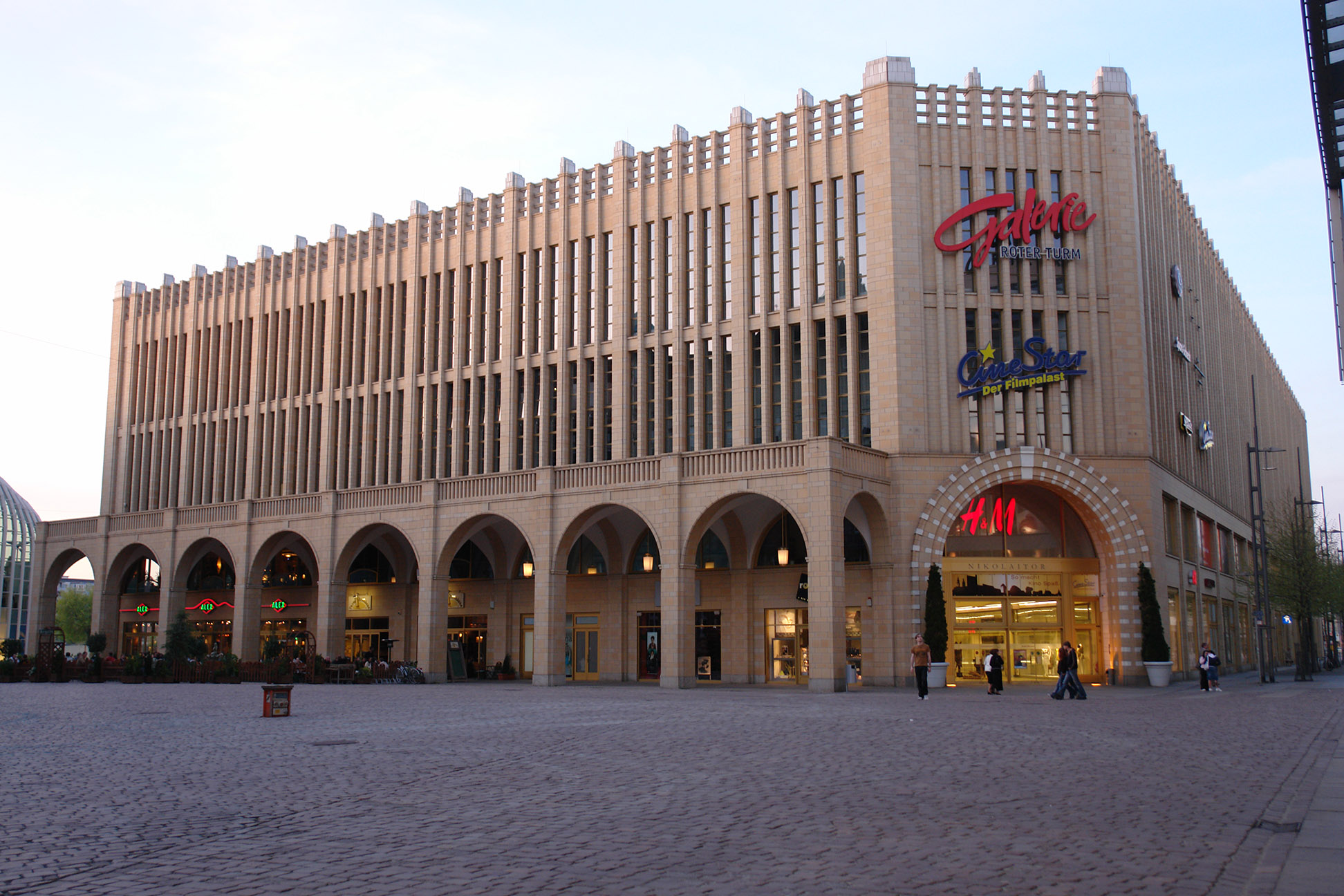
Galerie Roter Turm
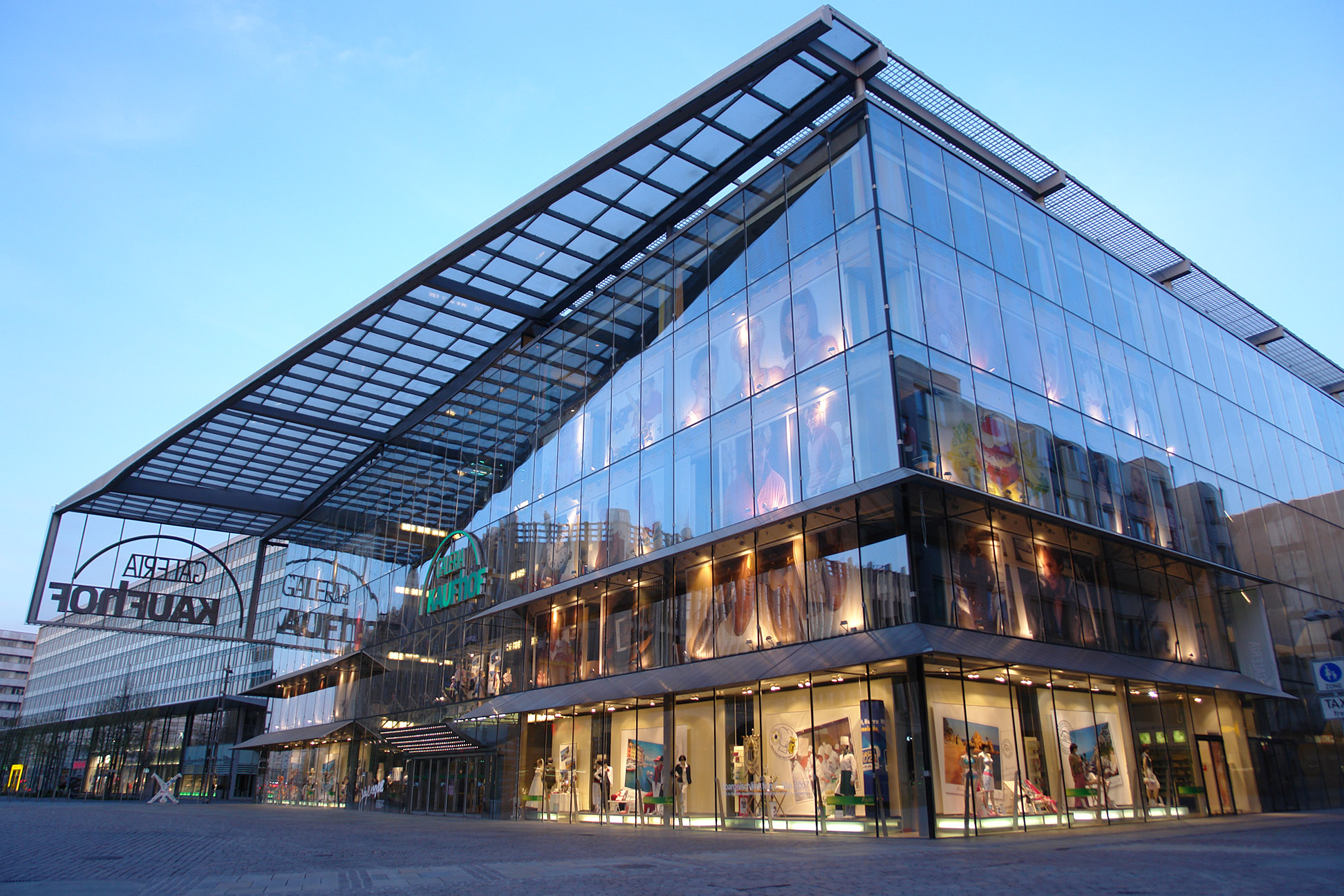
Gläsernes Kaufhaus
Panoramablick vom Hochhaus am Rosenhof
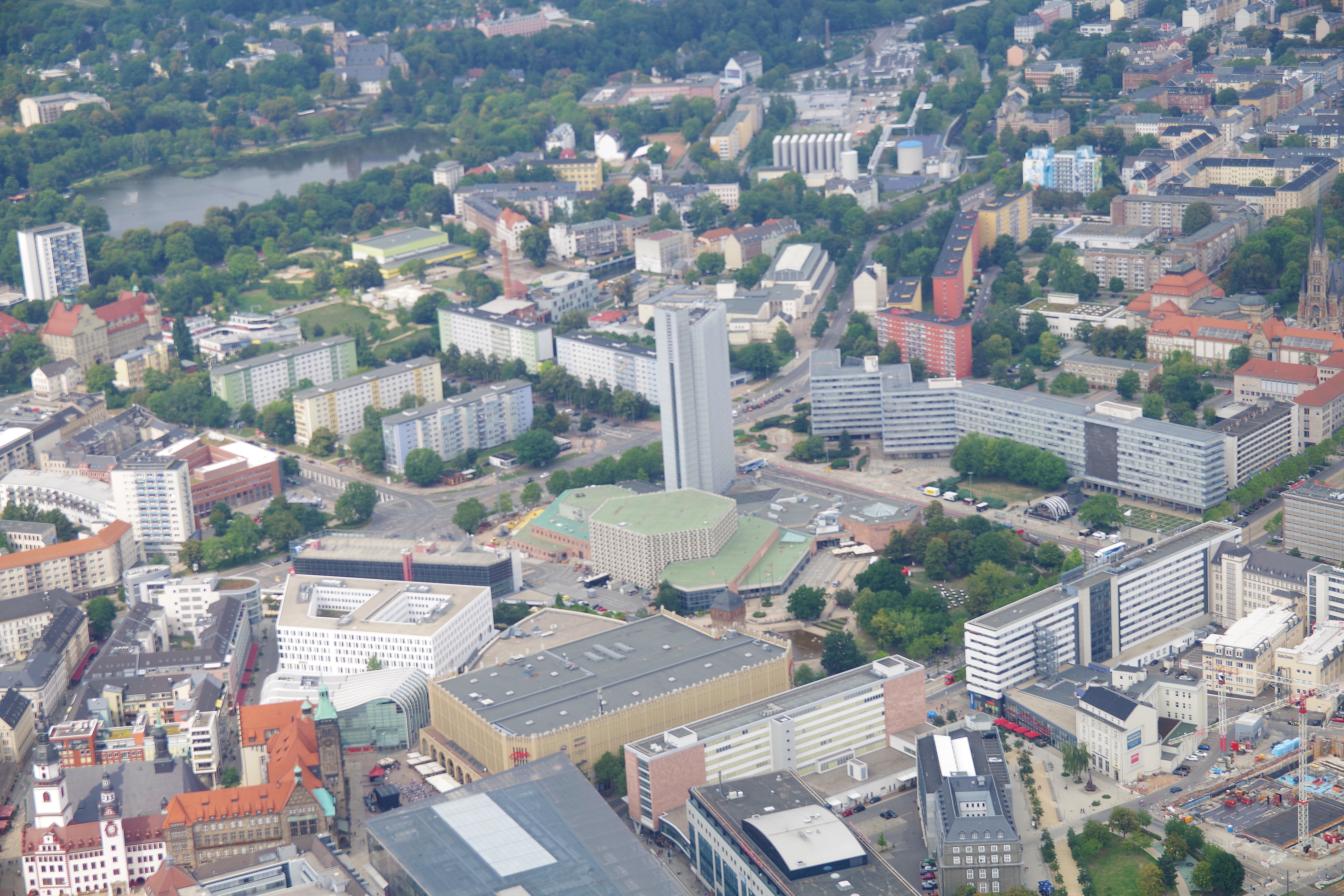
Luftaufnahme der Chemnitzer Innenstadt
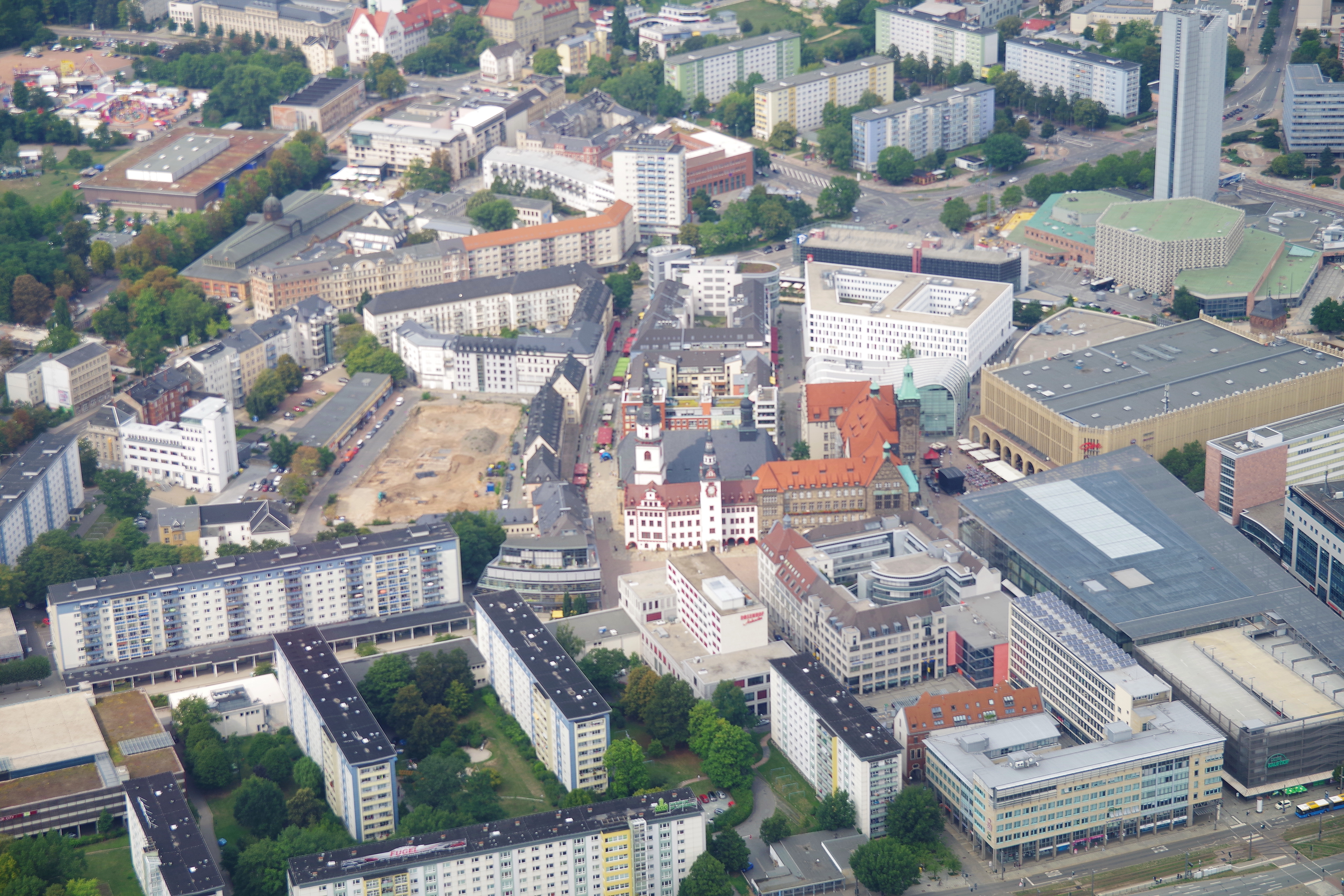
Luftaufnahme der Chemnitzer Innenstadt

Ab Mitte der 1990er Jahre begann man, der Innenstadt ein neues Gesicht zu geben, indem nördlich und östlich des Marktes neue und moderne Gebäude entstanden. Dafür wurden zum Teil erst etwa 30 Jahre alte Gebäude abgebrochen („Türmer“). Und auch das erst 1986 fertiggestellte Wohnhaus mit der „Schuhmeile“ in der Erdgeschosszone. Blickfang ist heute unter anderem das gläserne Kaufhaus einer renommierten Warenhauskette, welches in der Nacht durch ein Farbenspiel Aufsehen erregt. Auch das ehemalige Kaufhaus „Tietz“ wurde aufwändig renoviert und zum Kulturkaufhaus DAStietz umgestaltet.

## Brühl-Viertel

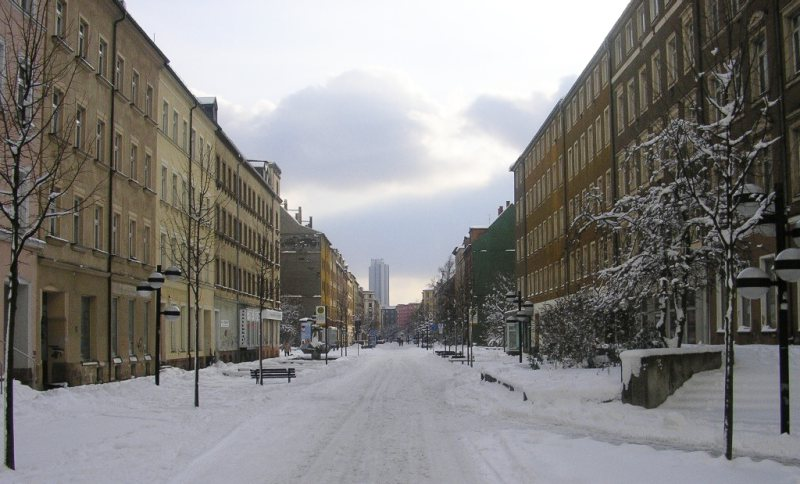
Der „Brühl“ in Richtung Innenstadt im Winter 2006

Nördlich der Innenstadt befindet sich eine der ersten groß angelegten Wohnsiedlungen der Stadt, der Brühl. Im Gegensatz zu den Stadtteilen hat dieses Viertel keine festgelegten Grenzen. Man kann das Areal durchaus eingrenzen, so spricht man vom Brühl-Viertel von dem Gebiet zwischen der Müller- und der August-Bebel-Straße im Norden, der Mühlenstraße im Westen, der Straße der Nationen im Osten und der Brückenstraße im Süden. Der Brühl war in der DDR-Zeit und auch noch nach der Wende ein attraktives Wohn- und Gewerbegebiet. So gab es auf dem Brühl zahlreiche Geschäfte sowie gastronomische und kulturelle Einrichtungen. Das Gebiet hat nach 1990 mit dem Entstehen von Einkaufszentren in peripheren Lagen, der Aufwertung der Innenstadt seit dem Ende der 1990er Jahre und durch eine verfehlte Strategie der städtischen Wohnungsbaugesellschaft maßgeblich an Attraktivität verloren. Es wurde versucht, die Wohnungen und Geschäftsräume bewusst leerzuziehen, Vermietungen in diesem Gebiet wurden eingestellt und die Versorgungsleitungen in den leergezogenen Häusern wurden gekappt. Ziel war es, die Häuser an Investoren zu veräußern. Dadurch waren viele Wohnungen und nahezu alle Geschäftsräume von Leerstand betroffen. Die Investoren blieben allerdings aus. Ab 2012 wurde das Brühl-Viertel im Rahmen des KfW-Programms 432 und der Städtebauförderung in einem umfassenden Quartiersansatz modernisiert. Unter anderem wurden 90 % der Gebäude saniert und ein Niedertemperaturnetz installiert. Die Fördermittel mobilisierten private Investitionen im Verhältnis 1:630 und reduzierten Leerstände deutlich. Es werden nicht nur wieder Wohnungen vermietet, sondern es wurden auch neue individuelle Läden auf dem Brühl-Boulevard eröffnet.

### Geschichte
An der Stelle des heutigen Brühl-Viertels befand sich einst das ehemalige Dorf Streitdorf, welches 1318 zur Herrschaft Blankenau gehörte. Mit dem Landkauf von 1402 ging es vom Kloster an die Stadt Chemnitz über. Mit den Jahren wurde das Dorf wüst und allmählich verschwand es, meist durch Kriegshandlungen, ganz von den Landkarten. Streitdorf lag nördlich der damaligen Stadt Chemnitz in Richtung des Dorfes Furth, in West-Ost-Richtung lag es zwischen dem Kloster und Hilbersdorf. Heute wäre es etwa im Bereich des Zöllnerplatzes zu verorten. Nach 1492 wurde das Dorf kaum noch erwähnt. Zwischen dem Dorf und der Stadt Chemnitz lag zusätzlich noch eine große Fläche (der Anger), die als Weideland für Kühe und Schweine genutzt wurde – daraus gingen die Bezeichnungen Kuh- und Sauanger hervor. Ebenso wurde das Land zur Fischzucht genutzt, unterhalb des heutigen Hauptbahnhofs befanden sich dafür noch bis 1840 die „Lindenteiche“. Auch eine Ziegelei befand sich hier.
Der Anger, begünstigt durch die ebene Fläche vor der Stadt Chemnitz, war zusätzlich noch Aufmarschgebiet, Exerzier- und Paradegelände für die kurfürstlichen Truppen. Ab dem 17. Jahrhundert fanden hier zunehmend Volksfeste statt, bei denen zum Beispiel die erste Ballonfahrt von Chemnitz am 19. März 1784 stattfand. Die alljährliche Schützenfast war über die Stadtgrenzen hinaus bekannt.
Seit 1795 entstand planmäßig die Anger-Vorstadt, bereits 1822 standen hier 117 Häuser. Dafür wurde 1789 der Verlauf des Gablenzbaches verändert, der mit mehreren steinernen und auch hölzernen Brücken umspannt wurde – die sich hier später entwickelnde Brückenstraße erinnert noch heute daran. Durch das Trockenlegen der „Lindenteiche“ unterhalb des Bahnhofs und dem Verfüllen des Stadtgrabens konnte für die expandierende Vorstadt Bauland gewonnen werden.
Seit 1836 trägt der Brühl seinen Namen, jedoch war zu dieser Zeit nur der südliche, bereits abgebrochene Teil bebaut. Es entstanden 1843 der Friedrich- und 1855 der Antonplatz, der die Form eines kleinen Marktplatzes außerhalb der Innenstadt annahm. Ein Markt bestand schon auf dem heutigen Theaterplatz, der seit 1861 Neustädter Markt genannt wurde und mit der Petrikirche 1888 erstmals bebaut wurde. Später entstanden hier zu Beginn des 20. Jahrhunderts auch das König-Albert-Museum, das Opernhaus und der Chemnitzer Hof. Von wirtschaftlicher Bedeutung war die 1860 eröffnete Aktienspinnerei am Nordrand des Schillerplatzes. Dieser Platz erhielt seinen Namen 1859 anlässlich des 100. Geburtstages von Friedrich Schiller – seit 1890 wurde er planmäßig ausgebaut. In diese Zeit fällt auch das Ende der Bautätigkeit im Brühl-Viertel, obwohl die Stadt sich auch noch weiter nach Norden – über den 1868 angelegten und ab 1881 genannten Zöllnerplatz hinaus – vorschob. Am westlichen Rand des Brühl-Viertels gab es schon vor dem 1935 eröffneten Stadtbads mehrere Badeanstalten, so am Schloßteich und am Friedrichplatz.
Die Bomben des Angriffs vom 5. März 1945 trafen auch Teile des Brühl-Viertels. Im Gegensatz zur schwer getroffenen Innenstadt ist ein großer Teil der Altbausubstanz erhalten geblieben. Die Häuser südlich und östlich des Brühls mussten ab Ende der 1960er-Jahre für neue, von sozialistischer Architektur geprägte Gebäude weichen. Zwischen 1968 und 1979 entstand zum Beispiel das Parteihaus, vor dem sich das Karl-Marx-Monument befindet, 1978/1983 das Forum. Der erhalten gebliebene Teil wurde schon teilweise ab etwa 1980 restauriert und zum Boulevard umgestaltet.

## Verkehr

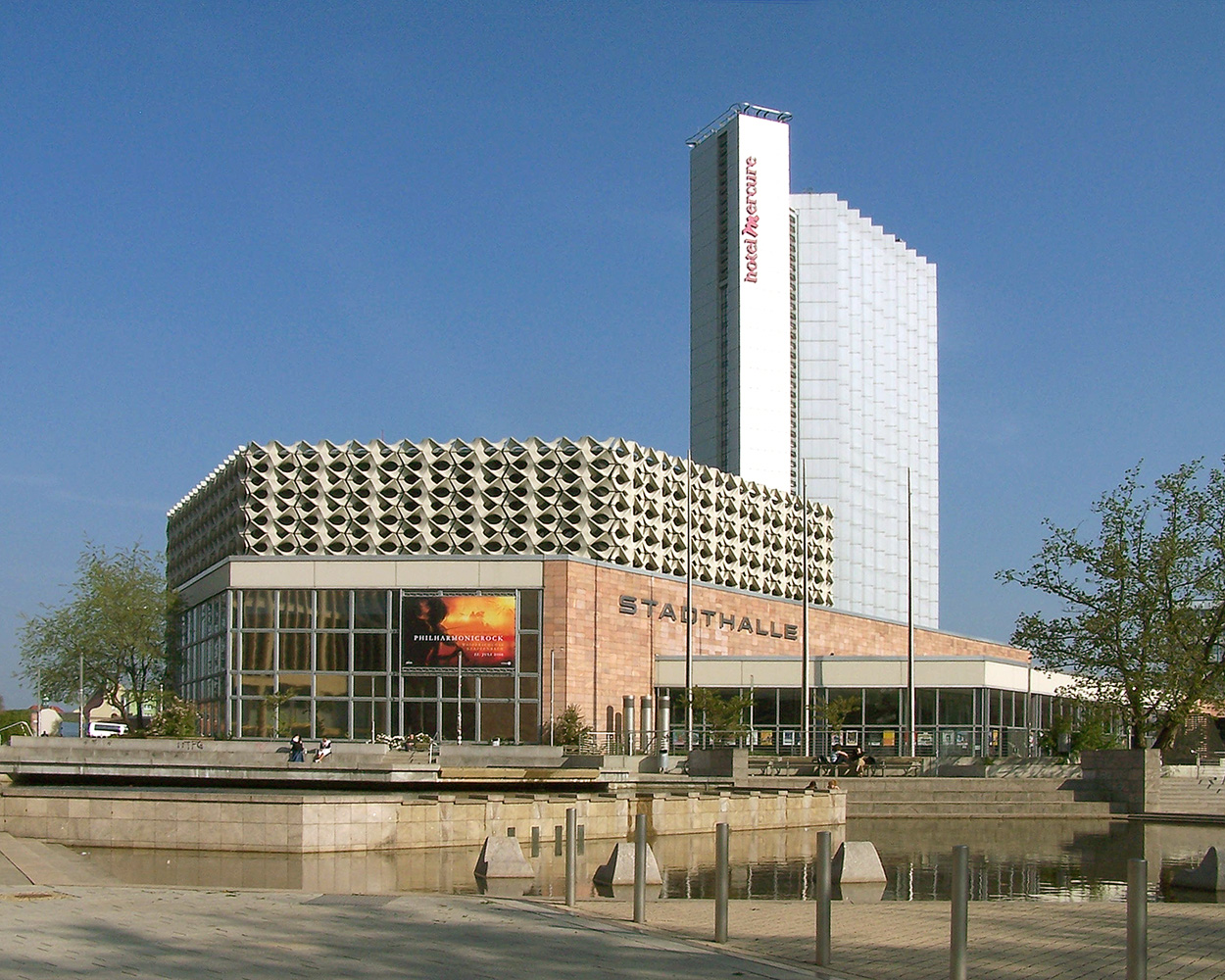
Stadthalle (dahinter das Hotel Mercure)

Quer durch den Stadtteil zieht sich die als sozialistische Einkaufsstraße breit angelegte Straße der Nationen, welche als wichtige Verkehrsader, vor allem für den ÖPNV, gilt. Sie verbindet per Bus und Straßenbahn die Zentralhaltestelle mit dem Hauptbahnhof und dem Omnibusbahnhof am Schillerplatz. Im Rahmen der Innenstadtsanierung seit 1995 wurde auch dieser Bereich ab 2004 erneuert. Die „Zentralhaltestelle“ wurde zugunsten des „Kaufhof“-Neubaus stark eingeschränkt und veraltete Straßenbahngleise wurden im Herbst 2005 ausgetauscht, um eine Anbindung der nördlichen Stadtteile und der Regionen nördlich von Chemnitz im Rahmen des Chemnitzer Modells zu ermöglichen.
Die Zentralhaltestelle der Chemnitzer Straßenbahnen ist der Knotenpunkt des Innenstadtverkehrs und verbindet die Straßenbahnlinien 1, 2, 3, 4, 5 und die ins Umland verkehrenden Linien der City-Bahn Chemnitz.